# Gare de Vitry-en-Artois
Gare de Vitry-en-Artois – przystanek kolejowy w Vitry-en-Artois, w departamencie Pas-de-Calais, w regionie Hauts-de-France, we Francji.
Został otwarty w 1846 przez Compagnie des chemins de fer du Nord. Jest przystankiem kolejowy Société nationale des chemins de fer français (SNCF) obsługiwanym przez pociągi TER Nord-Pas-de-Calais.